# Aspidistra luodianensis
Aspidistra luodianensis är en sparrisväxtart som beskrevs av D.D.Tao. Aspidistra luodianensis ingår i släktet Aspidistra och familjen sparrisväxter. Inga underarter finns listade i Catalogue of Life.